# In utero
In utero este folosit în biologie pentru a descrie starea și pozitia embrionului sau a fătului.